# Laflin (Pennsylvanie)
Pour les articles homonymes, voir Laflin.
Laflin est un borough situé au nord-est du comté de Luzerne, en Pennsylvanie, aux États-Unis,. En 2010, il comptait une population de 1 487 habitants, estimée au 1er juillet 2020 à 1 438 habitants. Le borough est incorporé le 10 septembre 1889.

## Démographie
Lors du recensement de 2010, le borough comptait une population de 1 487 habitants. Elle est estimée, en 2020, à 1 438 habitants.

### Source de la traduction
- (en) Cet article est partiellement ou en totalité issu de l’article de Wikipédia en anglais intitulé « Laflin, Pennsylvania » (voir la liste des auteurs).